# Ixora insularum
Ixora insularum är en måreväxtart som beskrevs av Cornelis Eliza Bertus Bremekamp. Ixora insularum ingår i släktet Ixora och familjen måreväxter. Inga underarter finns listade i Catalogue of Life.